# Molodoj tjelovek
Molodoj tjelovek (russisk: Молодой человек, da.: Ung mand) er en russisk spillefilm fra 2022 instrueret af Aleksandr Fomin.

## Medvirkende
- Pavel Tabakov som Vanja Revzin
- Klim Berdinskij
- Danila Kozlovskij som Kolja Kovpinets
- Vlad Feldman
- Danila Poperetjnyj som Pasja
- Ingrid Olerinskaja som Lera
- Valentina Ljapina som Nastja
- Rakhim Abramov som Artur
- Jegor Kirjatjok som Jegor